# Andrzej Gronowicz
Andrzej Jerzy Gronowicz (Piła, 7 de marzo de 1951) es un deportista polaco que compitió en piragüismo en la modalidad de aguas tranquilas.
Participó en dos Juegos Olímpicos de Verano en los años 1972 y 1976, obteniendo una medalla de plata en la edición de Montreal 1976 en la prueba de C2 500 m. Ganó tres medallas en el Campeonato Mundial de Piragüismo entre los años 1973 y 1977.

## Palmarés internacional
| Juegos Olímpicos   | Juegos Olímpicos          | Juegos Olímpicos  | Juegos Olímpicos |
| Año                | Lugar                     | Medalla           | Competición      |
| ------------------ | ------------------------- | ----------------- | ---------------- |
| 1976               | Montreal (Canadá)         | Medalla de plata  | C2 500 m         |
| Campeonato Mundial |                           |                   |                  |
| Año                | Lugar                     | Medalla           | Competición      |
| 1973               | Tampere (Finlandia)       | Medalla de bronce | C2 500 m         |
| 1974               | Ciudad de México (México) | Medalla de plata  | C2 1000 m        |
| 1977               | Sofía (Bulgaria)          | Medalla de bronce | C2 1000 m        |